# Annet Mooij
Annette Jacoba (Annet) Mooij (1961) is een Nederlandse onderzoekster en schrijfster, die vooral over historisch-sociologische onderwerpen publiceert.

## Leven en werk
Na in Groningen haar atheneum-diploma te hebben behaald, studeerde Mooij psychologie aan de Rijksuniversiteit Groningen en de Radboud Universiteit Nijmegen. Daarna werd ze assistent in opleiding aan de Amsterdamse School voor Sociaal-wetenschappelijk Onderzoek, een onderdeel van de Universiteit van Amsterdam. In 1993 promoveerde ze daar in de sociale wetenschappen bij Abram de Swaan en Piet de Rooy op een dissertatie over geslachtsziekten en besmettingsangst in de periode 1850-1990. Ze werkte vervolgens bij het Amsterdamse onderzoeksbureau Diopter, tot ze in 1998 een eigen onderzoeksbureau oprichtte. Mooij was van 2000 tot 2008 lid van de redactiecommissie van het Biografisch Woordenboek van Nederland. Sinds 2002 is ze redacteur van het culturele tijdschrift De Gids.

## Publicaties (selectie)
- 1993: Geslachtsziekten en besmettingsangst: een historisch-sociologische studie, 1850-1900 (proefschrift)
- 1999: De polsslag van de stad: 350 jaar academische geneeskunst in Amsterdam
- 2001: Aan de Achtergracht: honderd jaar GG&GD Amsterdam (met Han Israëls)
- 2001: Van pest tot aids: vijf eeuwen besmettelijke ziekten in Amsterdam
- 2004: Geen paniek! Aids in Nederland 1982-2004
- 2006: De strijd om de Februaristaking
- 2007: Grenzeloos nieuwsgierig: opstellen voor en over Abram de Swaan (red, met David Bos en Sonja van 't Hof)
- 2007: De onzichtbare vijand: over de strijd tegen infectieziekten
- 2011: Dag in dag uit: een journalistieke geschiedenis van de Volkskrant vanaf 1980
- 2013: Branie. Het leven van Mina Kruseman (1839-1922)
- 2018: De eeuw van Gisèle. Mythe en werkelijkheid van een kunstenares
- 2023: Alles gaat op vroeger terug. Ischa Meijer (1943 - 1995).